# 潘奇馬爾科

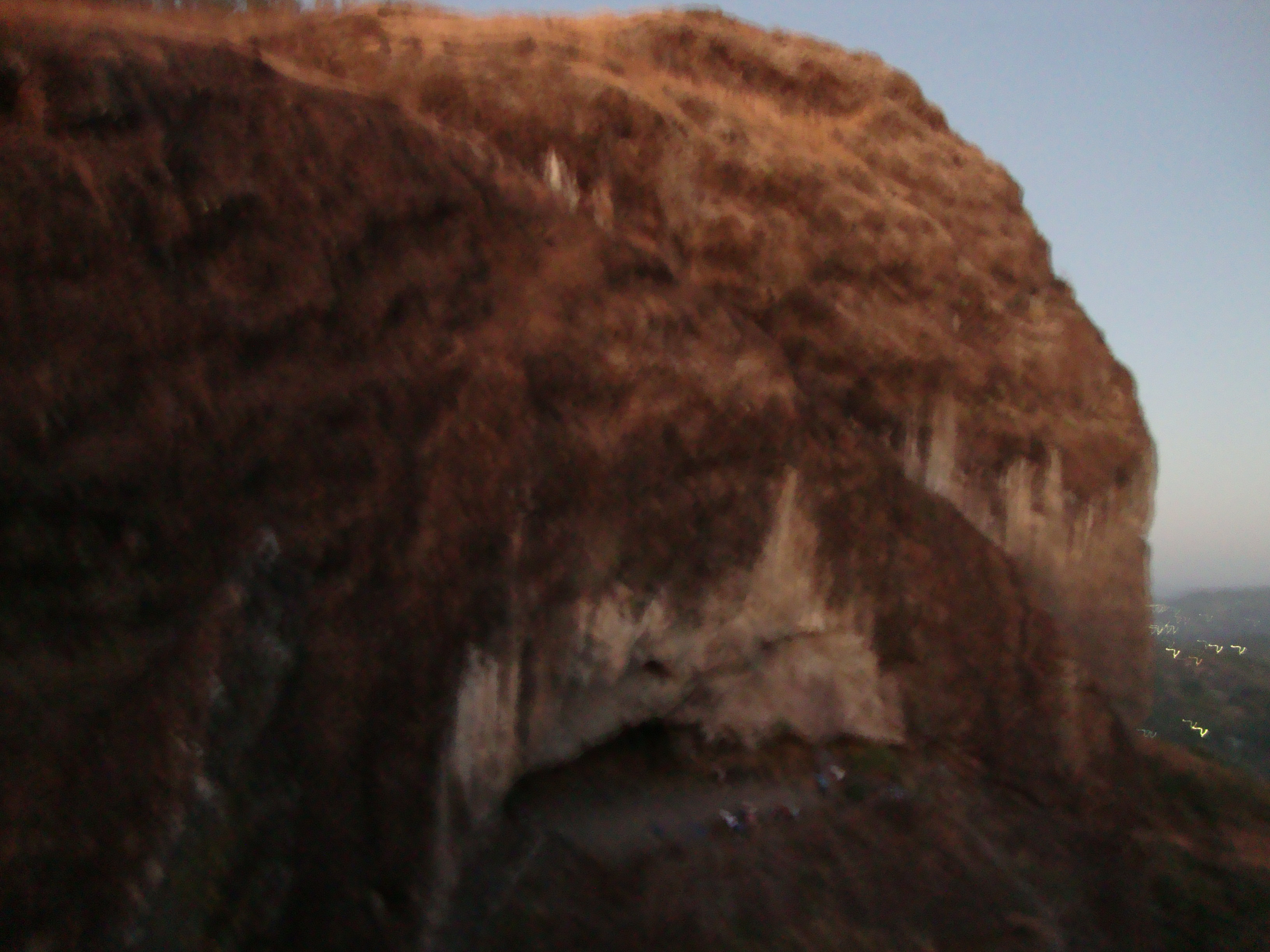

潘奇馬爾科（西班牙語：Panchimalco），是薩爾瓦多的城鎮，位於該國中西部，由聖薩爾瓦多省負責管轄，面積89.97平方公里，海拔高度599米，2007年人口41,260，人口密度每平方公里458.6人。当地以宗教节日鲜花和棕榈节而著称。
13°37′N 89°11′W / 13.617°N 89.183°W
1. ↑  . 文明 (中國北京: 文明杂志社). 2025, (Z1): 220. ISSN 1671-5241 （中文（中国大陆））.